# Сидайдака
Сидайдака (яп. 次第高) — дух-ёкай из Японского фольклора, легенды о котором распространены в основном регионе Тюгоку (запад острова Хонсю).
В легендах Сидайдака изображается человекоподобное существо, встречающееся одиноким путникам на дорогах; если встретивший его человек будет смотреть вверх или просто не опустит глаза, то Сидайдака будет расти ввысь до той высоты, на которой человек держит свой взгляд. Если же путник будет смотреть вниз, то Сидайдака будет уменьшаться, пока не исчезнет совсем.
В деревне Хадзуми префектуры Симанэ считалось, что если отправиться на охоту одному, то по возвращении велика вероятность встретиться с Сидайдакой, для защиты от которого охотники оставляли как минимум одну пулю.
В деревне Мацукава (у города Гоцу) считалось, что Сидайдака повелевает нэкомат, кошками-оборотнями с раздвоенными хвостами, а когда один охотник застрелил его, то тот принял свою истинную форму кошки. Гора Самбэ в префектуре Симанэ считалась одним из мест обитания этого призрака, и там же бытовала легенда о странном явлении, которое имеет схожее название, сидайдзака (しだい坂). Якобы когда путешествующие идут к горе, то их путь постепенно становится всё более наклонным, а когда кто-нибудь поднимал взгляд вверх, перед ним неожиданно появлялся холм, мешающий дальнейшему пути. Вероятно, эта легенда является изменённой интерпретацией изначальных рассказов о Сидайдаке.